# 아돌프 피크
아돌프 오이겐 피크(Adolf Eugen Pick, 1829년 9월 3일 – 1901년 8월 21일)은 독일 태생의 의사이자 생리학자였다.

## 어린 시절과 교육
Pick은 의학에 대한 적성을 깨닫기 전에 공식적으로 수학과 물리학 연구를 시작했다. 그 후 그는 1851년 마르부르크 대학교에서 의학 박사 학위를 받았다. 새로 의학을 졸업한 그는 시범 해부자(prosector)로 일을 시작했다. 그는 71세의 나이로 플랑드르에서 사망했다.

## 경력
1855년에 그는 유체막(fluid membrane)을 통과하는 기체의 확산을 제어하는 Pick의 확산 법칙을 도입했다. 1870년에 그는 현재 Pick 원리라고 불리는 것을 사용하여 최초로 심박출량을 측정했다.
Pick은 생리학과 물리학에 동일하게 적용되는 확산 법칙을 두 번 출판했다. 그의 연구는 심박출량을 측정하는 직접 피크(direct Pick) 방법의 개발로 이어졌다.

## 일화
Pick의 조카인 아돌프 가스통 오이겐 피크(Adolf Gaston Eugen Pick)이 콘택트렌즈를 발명했다.

## 같이 보기
- 피크의 확산 법칙
- 피크의 원리
- 임베르트-피크 법칙